# Famille Bazin
La famille Bazin, devenue légalement famille René-Bazin en 1921, est une famille de la bourgeoisie originaire d'Anjou.

## Origine
La famille Bazin, issue de Claude Bazin (1645-1721), contrôleur des fermes du roi à Vihiers dans le département de Maine-et-Loire, est originaire d'Anjou.

## Personnalités
- Claude Bazin (164 - 9 mars 1721 à Vihiers), marchand, bourgeois de Paris. Il épouse Hélène Detanton.
  - Simon Bazin (1675 - 2 septembre 1720 à Vihiers), marchand Saint-Nicolas de Vihiers en 1700), huissier royal Saint-Pierre à Champ en 1719. Le 18 juillet 1700 au Puy-Notre-Dame, il épouse Marie Gourdault des Merittes.
    - Simon Pierre Bazin (1701-1768), contrôleur des fermes du roi à Vihiers, notaire-greffier, contrôleur des actes à Vihiers en 1729, notaire greffier du comté de Vihiers en 1752. Le 10 février 1722 à Montilliers, il épouse Marie Leroy.
      - Louis Ferdinand Éleonore Marie Bazin (1729 - 22 décembre 1787 à Vihiers), boulanger en 1753, greffier au comté de Vihiers, huissier-audiencier près le grenier à sel de Vihiers en 1758. Le 17 janvier 1752 à Vihiers, il épouse Françoise Valentine Gourion.
        - Nicolas Bazin (d) (1754-1830), régisseur des biens de la famille de Colbert au château de Maulevrier, lieutenant de Stofflet pendant la guerre de Vendée puis greffier à Segré. Le 12 avril 1790 à Angers, il épouse Louise-Perrine Méquin.
          - Nicolas Bazin (1791-1872), artiste peintre, greffier au tribunal de Segré, puis à celui d'Angers. Le 28 novembre 1820 à Segré, il épouse Renée Zoë Anne Legueu.
            - Alfred Bazin (1821-1872), avocat puis industriel à Angers. Le 15 janvier 1850 à Angers, il épouse Élisabeth Jeanne Aimée Meauzé (1831-1891), d'une famille de la bourgeoisie angevine. Son grand-père, Barthélemy-François Meauzé, était président du tribunal de commerce, membre de la chambre de commerce d'Angers, administrateur de la Banque de France et premier adjoint au maire d'Angers par décret impérial de 1859.
              - Marie Claire Élisabeth Bazin (1850-1919), auteure sous le nom de plume de Jacques Bret. Le 7 août 1869 à Angers, elle épouse Ferdinand Jacques Hervé (1847-1889) qui se fera appeler « Ferdinand Hervé-Bazin ». Le couple a huit enfants.
                - Marie Thérèse Élisabeth Henriette Hervé-Bazin (1870-1941). Le 25 avril 1891 à Angers, elle épouse Marie Joseph Pierre Jacques Barthélémy[2].
                - Gabrielle Marie Alfrède Hervé-Bazin (1872 à Angers - 1945 à Angers). Le 19 novembre 1902 à Angers 3e arrondissement, elle épouse Paul Joseph Amédée Normand d’Authon[3].
                - Catherine Marie-Anne Hervé-Bazin (1874-1963), religieuse au sein des Chanoinesses de Saint-Augustin de la congrégation Notre-Dame, en religion mère Saint-Ignace, à Westgate-on-Sea (Grande-Bretagne).
                - Marie Anne Henriette Lucie Hervé-Bazin (1877-219012), religieuse au sein de la congrégation des Sœurs de Marie-Réparatrice, en religion mère Marie de l'Agnus-Dei.
                - Yvonne Élisabeth Marie Hervé-Bazin (1879- ), religieuse au sein de la congrégation des Sœurs de Marie-Réparatrice, en religion mère Saint-Pierre-Fourier
                - Jacques Ferdinand Hervé-Bazin (1882 à Angers, 1944 à Paris). Il épouse Jeanne Geneviève Marie Paule Guilloteaux (1890-1960), fille de Jean Guilloteaux (1865-1949), député puis sénateur du Morbihan.
                  - Jean-Pierre Marie Hervé-Bazin dit Hervé Bazin (1911-1996), romancier. Le 3 février 1934, il épouse Odette Danigo (1914-2003), le couple divorce en 1948. Puis le 30 avril 1948, il épouse Jacqueline Dussollier (1920-2007), le couple divorce en 1967. En troisièmes noces le 9 mai 1967, il épouse Monique Serre (1933-2018), le couple divorce en 1987. En quatrièmes noces le 8 août 1987, il épouse Odile L'Hermitte (1950-2017)
                    - (1) Jacques Hervé-Bazin (1934-1976), mort par suicide.:
                    - (2) Jean-Paul Hervé-Bazin (1948)
                    - (2) Maryvonne Hervé-Bazin (1950)
                    - (2) Catherine Hervé-Bazin (1953)
                    - (2) Dominique Hervé-Bazin (né en 1957)
                    - (3) Claude Hervé-Bazin (né en 1970)
                    - (4) Nicolas (1986)[4].

                - Françoise Ferdinand Marie Hervé-Bazin (1883- ). Le 5 septembre 1911 à Marans, elle épouse Marie Lucien André Beaussier.
                - Michel Hervé-Bazin (1887-1987), prêtre, auteur d'une histoire de la famille Hervé-Bazin[5].

              - René Francois Nicolas Marie Bazin (1853-1932), professeur de droit criminel à l'université catholique de l'Ouest à Angers, écrivain, journaliste, membre de l'Académie française. En 1876, il épouse Aline Bricard (1855-1936).
                - Nicolas-René Bazin (1877-1940), ingénieur.
                - Louis-René Bazin (1892-1973) dit Louis René-Bazin, romancier, conférencier et traducteur.
                - Élisabeth Bazin (1879- épouse Antoine Sainte-Marie Perrin (1871-1927), fils de Louis Sainte-Marie Perrin et frère de Reine Sainte-Marie-Perrin qui épouse Paul Claudel le 14 mars 1906 à Lyon.
                - Jeanne Bazin (1881-1944), religieuse au sein des Chanoinesses de Saint-Augustin de la congrégation Notre-Dame.
                - Marie-Amélie Lucie Genviève Bazin (1883-1970), religieuse au sein de la congrégation des Auxiliatrices des âmes du purgatoire.
                - Geneviève Bazin (1886-1962) épouse du comte romain Tony Catta (1884-1974).
                - Germaine Bazin (1888-1944).
                - Françoise Bazin (1895-1968). Elle épouse Henri Viot, industriel et maire de Saint-Herblain.
                  - Michel Viot, prêtre du diocèse de Nantes.

            - Ernest Joseph Louis Bazin (1826-1898), surnommé « l'inventeur perpétuel » par Zénobe Gramme, l'auteur de la dynamo, qui travaillait à son service[6]. Il épouse Alphonsine Thérèse Juvenel, le 1er avril 1854, à Nantes[7].

## Pour approfondir